# Sam Francis

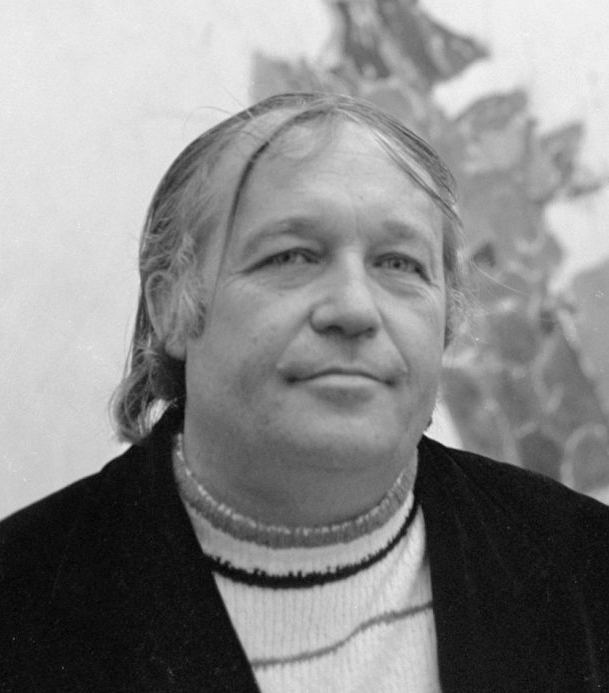
Sam Francis in 1968

Sam Francis (San Mateo, CA, 25 juni 1923 - Santa Monica, CA, 4 november 1994) was een Amerikaanse schilder die pas na 1950 echt begon te schilderen, en door Clement Greenberg daarom ingedeeld wordt tot de schilders van na het abstract expressionisme. Na een ongeluk in militaire dienst tijdens oefeningen moest hij in een korset leven en was jaren bezig naar genezing te zoeken. Al tijdens de vele maanden (1944) dat hij moest liggen in het ziekenhuis schilderde hij in bed; naar eigen zeggen begon hij daarom ook te schilderen: om zich te helen. In 1947 startte hij het volgen van schilderlessen aan de Universiteit van Californië, in Berkely.

## Leven en werk
Sam Francis voelde zich sterk verbonden met de Europese kunst, dit in tegenstelling tot de andere Amerikaanse abstract-expressionisten. Hij verbleef daartoe van 1950 tot 1957 in Parijs. Met name de waterlelies van Monet, en de kunst van Matisse en Bonnard trokken hem sterk aan; alle drie coloristen. Sam Francis is zelf ook te typeren als een abstract colorist.
Al vanaf 1950 praktiseerde hij een manier van schilderen waarmee hij het gehele doek of papier beschilderde en besproeide met vaak felle kleurspatten of streken.
Hij benaderde kleur vanuit een meditatief en spiritueel oogpunt. De witruimte tussen de spatten en vlekken was voor hem van groot belang. In latere jaren zou hij vaak het Oosten bezoeken, o.a. Japan. 
Het Museum Jan van der Togt in Amstelveen bezit toevallig een grote en gevarieerde collectie werk van hem, aangekocht door de voormalig eigenaar van de Tomadofabrieken en overgedaan aan het museum. In Brussel is zijn werk te vinden op het plafond van de inkomhal van de Koninklijke Muntschouwburg. De kleurenrijkdom ervan contrasteert met de zwart-witte marmervloer van Sol LeWitt uit dezelfde renovatiecampagne (1984-86).
- Auckland Art Gallery Toi o Tāmaki: 1654
- Bibsys: 1054982
- Biblioteca Nacional de España: XX1240962
- Bibliothèque nationale de France: cb119033906 (data)
- CiNii: DA07188296
- Gemeinsame Normdatei: 118639080
- International Standard Name Identifier: 0000 0001 0774 852X
- KulturNav: 30258e99-95b8-469d-bd6d-07701863354b
- Library of Congress Control Number: n50025383
- Bibliotheek van het Japanse parlement: 00466682
- Nationale Bibliotheek van Tsjechië: jn20040310008
- Nationale bibliotheek van Australië: 35098999
- Nationale Bibliotheek van Israël: 987007279435605171
- Nationale en Universitaire bibliotheek Zagreb: 000109263
- Nederlandse Thesaurus van Auteursnamen: 069885222
- Réseau des bibliothèques de Suisse occidentale: 02-A003258779
- RKD-Nederlands Instituut voor Kunstgeschiedenis: 28965
- LIBRIS: 187304
- SNAC: w6wq0v5q
- Système universitaire de documentation: 027593010
- Union List of Artist Names: 500115537
- Virtual International Authority File: 100187348
- WorldCat: E39PBJk4B8RCcRFXPxgYyqBgKd